# 米什克·卡扎尔扬
米什克·艾罗扎托维奇·卡扎良（俄语：Мишик Айрозатович Казарян，1948年2月28日—2020年4月7日），亚美尼亚裔俄罗斯籍物理学家。主要研究雷射科學和光学。是俄罗斯科学院列别捷夫物理学研究所研究员，亞美尼亞國家科學院外籍院士。

## 生平
1948年，生于苏联亚美尼亚苏维埃社会主义共和国赫拉茲丹。1970年，毕业于莫斯科物理技术学院普通和应用物理系。进入列别捷夫物理学研究所工作。1980年作为科研团队的成员获得苏联国家奖。1975年获副博士学位。1989年获全博士学位。2003年晋升教授。2008年当选亞美尼亞國家科學院外籍院士。
他的主要研究项目包括：微粒的激光加速机理，多种动态光散射下的光致现象。参与大型可调谐激光器的制造，新型激光同位素分离法的开发，新型持久性发光复合材料的开发等工作。
他于2020年4月7日因2019冠狀病毒病在莫斯科逝世，十天前他的妻子也因此病去世。